# Elettrotreno FCE CT0
L'elettrotreno FCE CT0 è un convoglio binato (inscindibile) a trazione elettrica (3000 V) e a corrente continua, costruito dalla società Titagarh Firema e in servizio sulla metropolitana di Catania.

## Storia

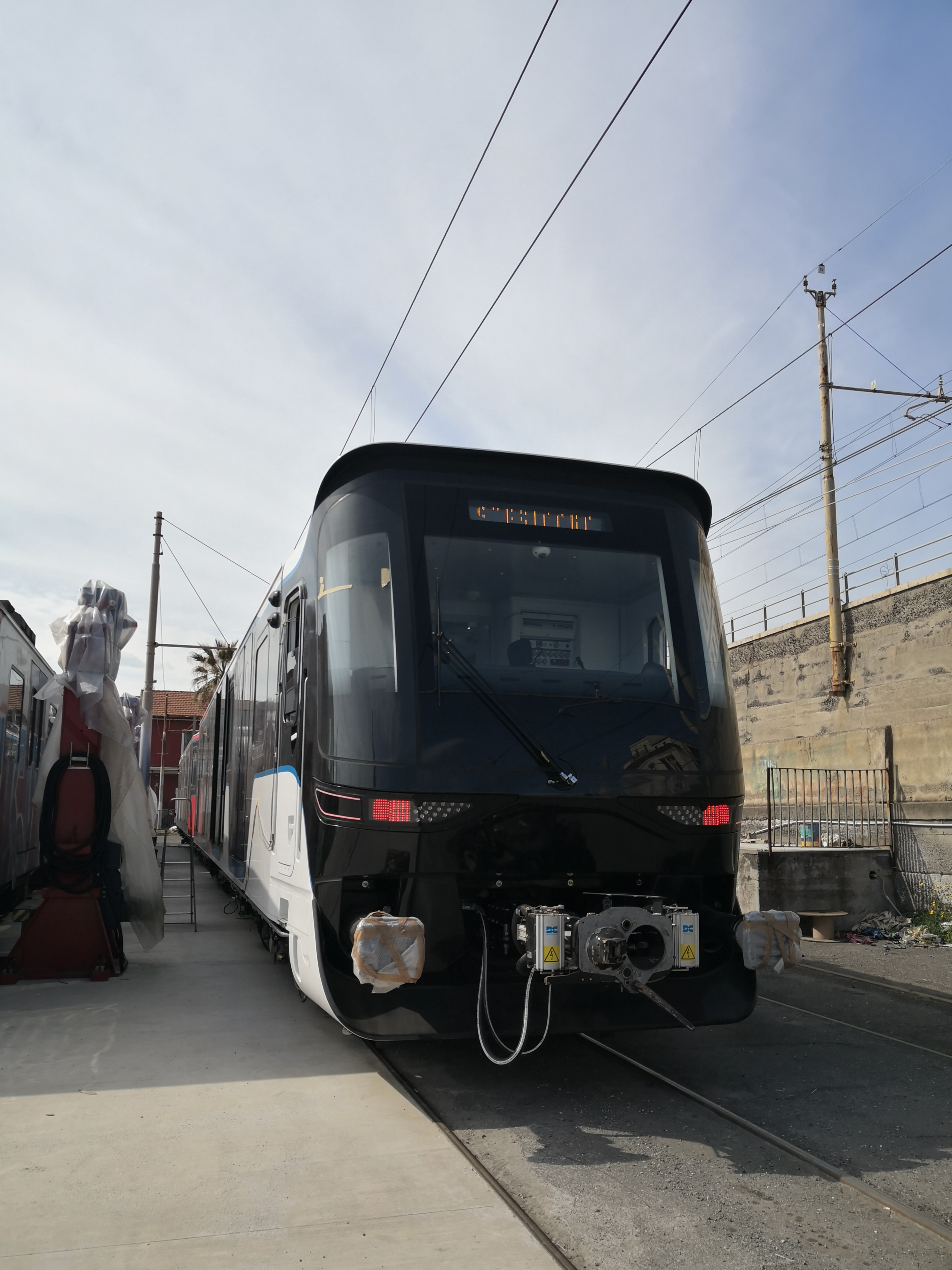
L'elettrotreno CT1-CT2.001, fotografato alla stazione di CT. Porto (ex Catania Porto), quando ancora espletava le corse di pre-esercizio, e non aveva ancora ricevuto l'immatricolazione, né la denominazione "Agatha".

In seguito alla delibera del CIPE del 22 dicembre 2018 e il successivo bando di concorso, nel 2019 l'appalto per la costruzione dei nuovi treni per il servizio nella metropolitana di Catania è stato aggiudicato alla società indo-italiana Titagarh Firema S.p.A. Il contratto prevedeva la realizzazione di un primo lotto di 10 unità di trazione, per una fornitura iniziale di 27 treni di due elementi comunicanti e con possibilità di eventuale inserimento di un rimorchio intermedio. In totale è stata preventivata una fornitura complessiva di 54 Udt.
Il primo elettrotreno della serie CT0, immatricolato CT1-CT2.001, e denominato Agatha, in onore della santa patrona di Catania, è entrato in esercizio il 1º aprile 2022.
Il 4 luglio 2022 è entrato in esercizio il secondo convoglio binato; immatricolato CT1-CT2.002, è stato denominato Barbara in onore di Santa Barbara, protettrice dei minatori.
Dopo la prima corsa inaugurale con a bordo le autorità e la stampa, è stato messo in esercizio.
Il 16 settembre 2022 è entrato in servizio il terzo convoglio, il quale è stato immatricolato CT1-CT2.003, ed è stato denominato Carmela.
Il 27 gennaio 2023 è entrato in servizio il quarto elettrotreno, immatricolato CT1-CT2.004, denominato Lucia.
Il 5 maggio 2023, presso la stazione Stesicoro è stato inaugurato il quinto elettrotreno, immatricolato CT1-CT2.005, e denominato Maria.
Il 26 maggio 2023 è stato consegnato il sesto treno, il quale è stato presentato al pubblico, presso la stazione di Stesicoro, il 15 settembre dello stesso anno, entrando in servizio viaggiatori lo stesso giorno. L'elettrotreno è stato immatricolato CT1-CT2.006, ed è stato denominato Anna.
Il 31 gennaio 2024 è stato inaugurato, presso la stazione di Stesicoro, il settimo elettrotreno, immatricolato CT1-CT2.007, ed è stato denominato Rebecca.
L'11 luglio 2024, presso la stazione di Stesicoro, è stato messo in servizio l'ottavo elettrotreno, immatricolato CT1-CT2.008 e denominato Sofia, in onore della figlia dell'ingegnere FCE Enrico Catania, morto il 7 giugno 2023.
Il 4 aprile 2025 è stato messo in servizio il nono elettrotreno immatricolato CT1-CT2.009 e denominato Rita.

## Caratteristiche

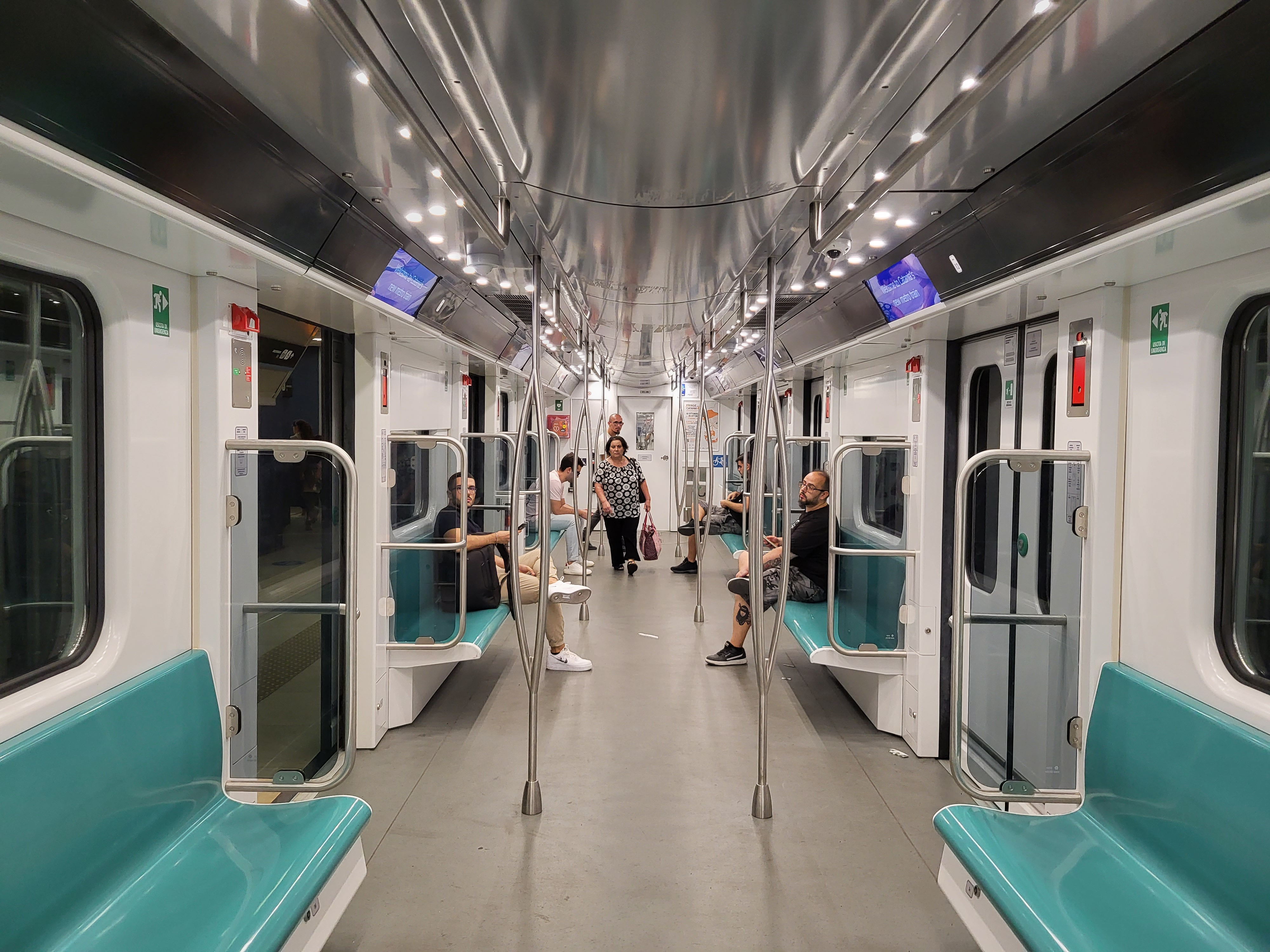
Gli interni dell'elettrotreno CT1.CT2-006, denominato "Anna", in breve sosta alla stazione di Nesima.

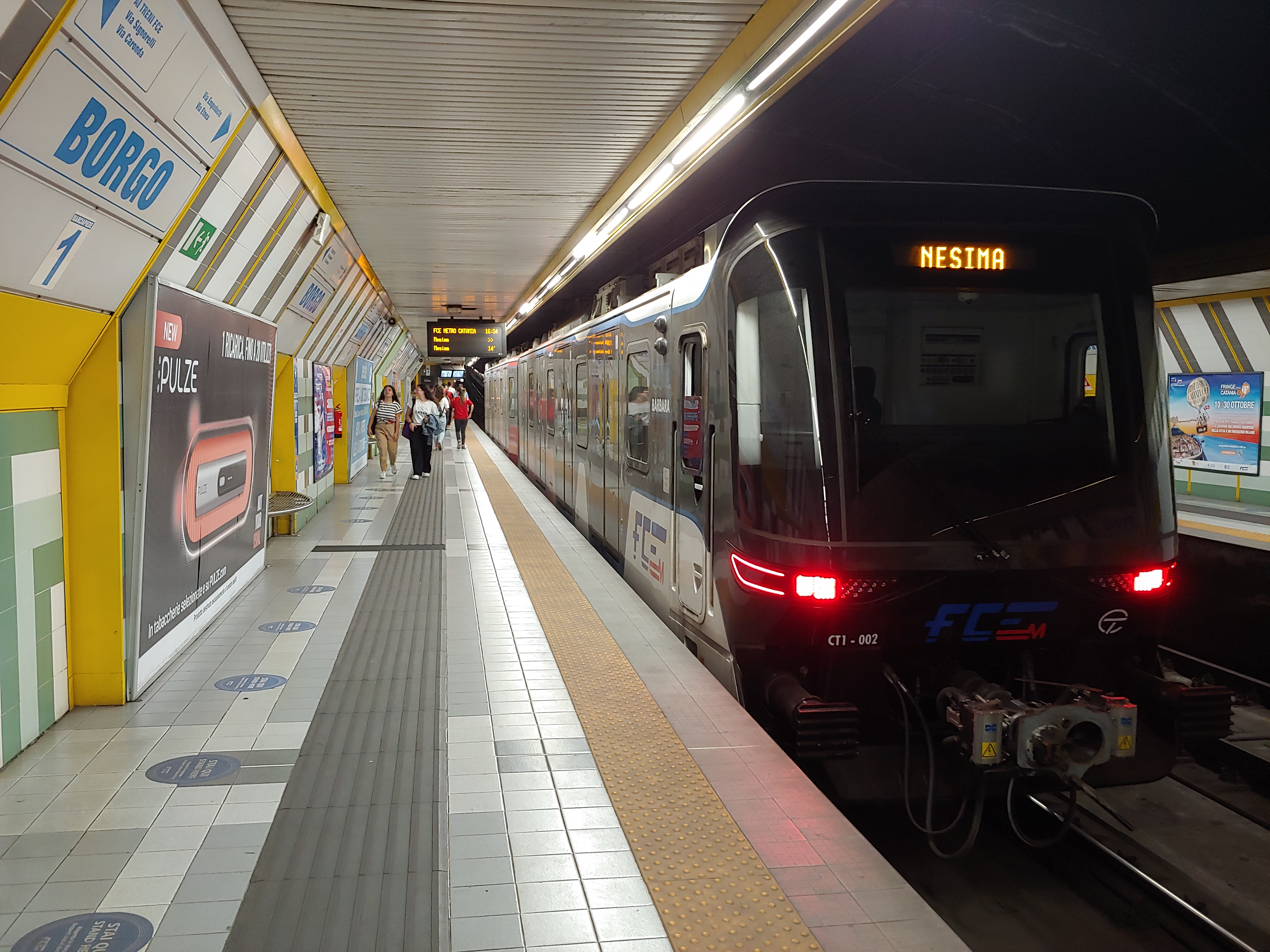
L'elettrotreno CT1-CT2.002, denominato "Barbara", alla stazione del Borgo.

Ciascun rotabile (a trazione bidirezionale), è costituito da due casse (collegate tra loro in modo inscindibilie, e sono comunicanti), costruite in lega di alluminio: ciascuna di esse è munita di una cabina di guida all'estremità. 
Su ogni rotabile sono installati due convertitori di trazione bistadio, con chopper e inverter IGBT a ventilazione naturale, con controllo a microprocessori, che alimentano ciascuno un carrello bimotore. 
Tutti i carrelli (bimotori), sono dotati di ruote elastiche, di sospensione primaria con molle di acciaio, e di sospensione secondaria pneumatica; inoltre essi hanno due freni a dischi per ogni asse.
Ciascun treno è dotato di otto porte ad espulsione per ogni fiancata (a scorrimento, con larghezza libera di 1300 mm), per l'accesso dei passeggeri.